# أسامي كاي
أسامي كاي (باليابانية: 甲斐麻美؛ بالكانا: かい あさみ) هي عارضة وممثلة يابانية، ولدت في 9 يناير 1987 في كوماموتو في اليابان.

## وصلات خارجية
- أسامي كاي على موقع IMDb (الإنجليزية)
- أسامي كاي على موقع قاعدة بيانات الفيلم (الإنجليزية)